# 尖端出版
尖端出版（せんたんしゅっぱん、Sharp Point Publishing）は、台湾桃園市に本社を置く出版社である城邦文化（Cite Publishing Ltd.、所在地：台湾台北市、代表取締役社長：何飛鵬）に所属するブランドの一つである。1982年、尖端出版有限公司として黄鎮隆が創業。2021年12月現在、代表者（CEO）は黄鎮隆。略称はSPP、2023年現在の正式名称は「尖端媒體集團（Sharp Point Media Group）」。
名称の「尖端」は中国語で、日本語の「先端」「先進的」の意味。

## 概要
1982年7月、尖端出版有限公司として黄鎮隆（Michael Huang）が台北県新店市で創業。創業時は模型を中心とするホビー系・ミリタリー系の情報誌を刊行。1987年に台湾初のゲーム雑誌『電視遊楽雑誌』を創刊。1991年、台湾が世界貿易機関（WTO）加盟の条件を整えるために著作権法を抜本改正したことを受けて小学館より「うる星やつら」（高橋留美子）のライセンスを取得し、繁体字中文版を刊行する。
また、日本で刊行されているコンピュータゲームの攻略本のローカライズだけでなく、独自の編集部を持つゲーム雑誌も刊行。ポケモンカードゲームやガンダムウォーなどのトレーディングカードゲームのローカライズも行っている。
ライトノベルは「浮文字」レーベルでさまざまなのタイトルを刊行している他、講談社『ファウスト』の繁体字中文版を刊行している。また、2007年に入りソフトバンククリエイティブと優先契約を締結し、GA文庫のタイトルがラインナップに追加されている。
1996年から2005年まで台湾におけるマジック:ザ・ギャザリング（台湾では魔法風雲會あるいは万智牌）の正式代理店だった（2005年以降は米ウィザーズ・オブ・ザ・コースト直営となっている）。
1999年、公式WEBサイトを開設。
2001年、香港企業のTom.com（TOM集団）によって買収され、子会社となる。
2005年、城邦媒體控股集團（2001年にTOM集團により買収）への合併により、尖端出版股份有限公司としては解散、傘下の一ブランドとなる。
2018年、「尖端媒體集團」と改称する。

## 出版物

### 雑誌
漫画雑誌
- 夢夢少女漫畫月刊 - りぼん（集英社）の繁体字中文版
- 甜芯少女漫畫月刊 - ちゃお（小学館）の繁体字中文版

### 小説

#### 浮文字レーベル
「浮文字」（Fúwénzì） は尖端出版が2006年1月に刊行を開始したライトノベルレーベル。日本の新人小説家の「爆発力」と「想像力」を備えた新文体を台湾に紹介することを掲げてスタートした。同年2月には、日本の文芸雑誌『ファウスト』（台湾では「浮士德」（Fúshìdé）と書かれる）の翻訳版である『浮文誌』（Fúwénzhì）の刊行も開始された。
最初こそ日本のいわゆるファウスト系作家の作品の翻訳出版が多かったが、当初から冲方丁など『ファウスト』とは関連のない作家の作品も刊行されており、後にはさまざまな日本のライトノベル作品を刊行するようになった。創刊当初の2ヶ月で刊行されたのは、冲方丁、清涼院流水、西尾維新、佐藤友哉、森岡浩之の作品である。
戯言シリーズ、鏡家サーガシリーズ、“文学少女”シリーズ、狂乱家族日記シリーズなどが刊行されている。
作家リスト
- ファウスト系作家：佐藤友哉、清涼院流水、西尾維新、舞城王太郎
- SF作家：冲方丁、小川一水、桜坂洋、照下土竜、片理誠、森岡浩之
- ライトノベル作家：赤城毅、日日日、天羽沙夜、市川環、井上堅二、越後屋鉄舟、大迫純一、大野木寛、大場惑、沖田雅、乙一、織田兄弟、甲斐透、柿沼秀樹、上遠野浩平、加納新太、神代創、神野オキナ（神野奥那）、木村航、木本雅彦、熊谷雅人、小林正親、斎藤ゆうすけ（Yusuke Saito）、榊一郎、沢上水也、篠崎砂美、霜島ケイ（霜島桂）、将吉、白瀬修、末永外徒、鯛津裕太（鯛津YUTA）、高殿円、築地俊彦、飛田甲、中里融司、夏緑、西野かつみ（西野勝海）、野村美月、はすなみ透也（蓮波透也）、ハセガワケイスケ（長谷川啓介）、林トモアキ（林智明）、早見裕司、日向まさみち（日向正道）、深見真、蕪木統文、ヤマグチノボル（山口昇）、山本一郎、友谷蒼、渡辺仙州、和智正喜
- ビジュアルノベルライター：涼元悠一、田中ロミオ（田中羅密歐）
- ガンダムノベライズ：隅沢克之、富野由悠季、皆川ゆか（皆川由佳）、山口宏
- その他：えとう乱星（衛藤乱星）、江良至、神永学、神山修一、菊池勇生、渡辺浩弐

#### その他の小説レーベル
逆思流（Mystery & Crime）
- 愛川晶、生垣真太郎、太田忠司、奥田英朗、桐野夏生、篠田真由美、西澤保彦、貫井徳郎、馳星周、原尞、福井晴敏、藤原伊織、麻耶雄嵩、光原百合、森博嗣、まさきとしか（正己寿香）

奇炫館（Science Fiction & Fantasy）
- 石田衣良、井上祐美子、上橋菜穂子、小野不由美、菊地秀行、田中芳樹

嬉文化（Fiction & Literature）
- 石田衣良、伊藤たかみ（伊藤高巳）、奥田英朗、金原ひとみ（金原睛）、佐藤友哉、嶽本野ばら（嶽本野薔薇）、本田透、舞城王太郎、山田風太郎

MoonBleu小説
- BL小説

## 関連文献
- 雷 碧秀「泛IP經營加速出版產業的轉型：以尖端出版集團為例」『臺灣出版與閱讀』第2巻、國家圖書館、臺北市、2018年6月、30-37頁。
- 廖 育珮 (2005年). “組織動態能耐發展之研究 ─ 以城邦出版控股集團為例 (A Research on Dynamic Capability Development of Organization ─ A case study of Cite Publishing Holding Group)” (中国語).   國立交通大學 傳播研究所. 2023年4月4日閲覧。 ※修士論文
- 賴 淑娟 (2009年). “台灣雜誌出版集團經營關鍵成功因素 (A Study of the Key elements of Successful Factor for Taiwan Magazine Publishing Group)” (中国語).   南華大學 出版與文化事業管理研究所. 2023年4月10日閲覧。 ※修士論文